# Брезовские
Брезовские — старинный дворянский род.
Записан в VI часть родословной книги Смоленской губернии. Родоначальником смоленских Брезовских был Харлампий Станиславович Брезовский, приехавший в Россию около 1660 г.

## Описание герба
Щит разделён горизонтально на два поля: серебряное и красное, в коих изображен крест переменных с полями цветов, у которого поверхность представляется наподобие острого конца стрелы, а внизу имеет такую же фигуру только с одной правой стороны.
Щит увенчан обыкновенным дворянским шлемом, с дворянскою на нём короною и павлиньими перьями. Намёт на щите серебряный, подложенный красным. Герб рода Брезовских внесён в Часть 5 Общего гербовника дворянских родов Всероссийской империи, стр. 110.